# Serge Bordeleau
Pour les articles homonymes, voir Bordeleau.
Serge Bordeleau est un réalisateur et scénariste canadien, né en 1981, à Val-d'Or, en Abitibi-Témiscamingue. Il est l'auteur de plusieurs courts métrages et documentaires qui ont remporté des prix au Canada et à l'étranger, notamment Kitakinan - Notre territoire à tout le monde (2009) et Une nuit (2015).

## Biographie

### Formation
Serge Bordeleau n'entrevoyait pas une carrière de cinéaste. Après des études en biologie, à l'Université Laval, il retourne dans sa région natale et travaille auprès des communautés autochtones. Il s'intéresse à leur réalité et aux enjeux de développement humain et environnemental de sa région. Inspiré par L'Erreur boréale, un documentaire de Richard Desjardins, il entreprend alors des études en scénarisation et cinéma à l'École des médias de l'Université du Québec à Montréal.

### Réalisation
À la fin de ses études en cinéma, en 2009, Serge Bordeleau réalise un court métrage documentaire intitulé Kitakinan - Notre territoire à tout le monde. Il y observe les activités de membres de la communauté algonquine du Réservoir-Dozois, en Abitibi-Témiscamingue. Le réalisateur s'efface derrière sa caméra pour laisser les gestes, les paroles et la nature tisser la trame du récit. Ce film reçoit le prix du Meilleur espoir Québec/Canada, aux Rencontres internationales du documentaire de Montréal, en 2009.
En 2015, lors de la deuxième édition du Projet 5 courts de l'Office national du film, son court métrage Une nuit est sélectionné. Mêlant fiction et observation documentaire, cette œuvre en noir et blanc porte un regard sans jugements sur les protagonistes d'une soirée dans un bar.
Serge Bordeleau tourne, en 2017, un documentaire sur sa région natale, l'Abitibi-Témiscamingue, avec une caméra 360 degrés. Intitulée Abitibi360, l'œuvre qui est composée d'une série de courts métrages, fait découvrir de façon immersive les spécificités culturelles et identitaires de ce territoire. Ce projet s'inscrit dans une lignée de la nouvelle entité qu'il fonde Nadagam films, qui signifie Bordeleau «au bord de l'eau» en Anicinabe. En 2019, il entame la saison 2 de ses documentaires de réalité virtuelle : Abitibi 360 et Témis 360.
Il à collaborer avec le photographe Christian Leduc sur l'épisode "Pop-Wow" du projet Abitibi 360.
Il a aussi fait Abitibi 360, une exposition de réalité virtuelle et de photographie qui a été exposé au Centre d'exposition d'Amos et au Centre d'exposition de Val d'or.
En 2022, il réalise le balado Château Inn avec Émélie Rivard-Boudreau. Cette série balado raconte l'histoire du Château Inn, un ancien hôtel de Val-d'Or, de ses débuts en 1937 jusqu'à sa reconstruction en Château de Marie-Ève. L'exposition Vie de château a été présentée au Centre d'exposition de Val-d'Or avec la collaboration des photographes Geneviève Lagrois et Serge Gosselin. Le projet a remporté Réalisation de l'année 2022 au Gala Rayon C de la Ville de Val-d'Or.

### Autres activités professionnelles
Serge Bordeleau collabore, à titre de formateur, avec les équipes de Wapikoni qui permet à de jeunes autochtones de développer leurs talents et d'acquérir des compétences techniques et professionnelles dans le domaine de l'audiovisuel.

## Filmographie

### Réalisateur

#### Réalité virtuelle
- 2017 : Abitibi 360 - Territoires et identités
- 2021 : Abitibi 360 - La suite, présenté du 6 novembre 2020 au 10 janvier 2021, au MA, Rouyn-Noranda, Québec

#### Courts métrages
- 2009 : Kitakinan - Notre territoire à tout le monde
- 2010 : Un jour à Val d'Or
- 2014 : Le petit homme
- 2015 : Une nuit

#### Balado
- 2022 : Château Inn, co-réalisé avec Émélie Rivard-Boudreau